# Billendorfkultur
Billendorfkultur är en benämning på en med Hallstattkulturen besläktad förromersk järnålder, uppkallad efter orten Billendorf (numera Białowice i Polen).
Billendorfkulturen utmärks av stora gravfält, gravfynden utgörs ofta av nålar, ofta svanhalsnålar av järn och brons samt iögonfallande lerkärl.